# Мала Ганнівка (Кропивницький район)
Мала́ Га́ннівка — село в Україні, в Устинівській селищній громаді Кропивницького району Кіровоградської області. Населення становить 72 осіб.

## Населення
Згідно з переписом УРСР 1989 року чисельність наявного населення села становила 84 особи, з яких 39 чоловіків та 45 жінок.
За переписом населення України 2001 року в селі мешкали 72 особи.

### Мова
Розподіл населення за рідною мовою за даними перепису 2001 року:
| Мова       | Відсоток |
| ---------- | -------- |
| українська | 94,44 %  |
| російська  | 5,56 %   |